# Rhynchosia mannii
Rhynchosia mannii är en ärtväxtart som beskrevs av John Gilbert Baker. Rhynchosia mannii ingår i släktet Rhynchosia och familjen ärtväxter. Inga underarter finns listade i Catalogue of Life.